# Historia del budismo

Expansión histórica del budismo.

La historia del budismo comienza en el siglo VI a. C. con el nacimiento de Siddhārtha Gautama y llega hasta nuestros días. Esto hace del budismo una de las religiones más antiguas practicadas hoy en la historia. A lo largo de todos esos siglos la religión ha sido seguida en varios países y culturas, añadiendo a su cultura de origen (cultura india) la de Asia Central, la de Asia del Este la del Sureste y algún otro elemento helenístico. Además durante el proceso se ha extendido geográficamente tanto como para ser considerada una de las más grandes religiones del mundo, sobre todo extendida en toda Asia.

## La vida del Buda

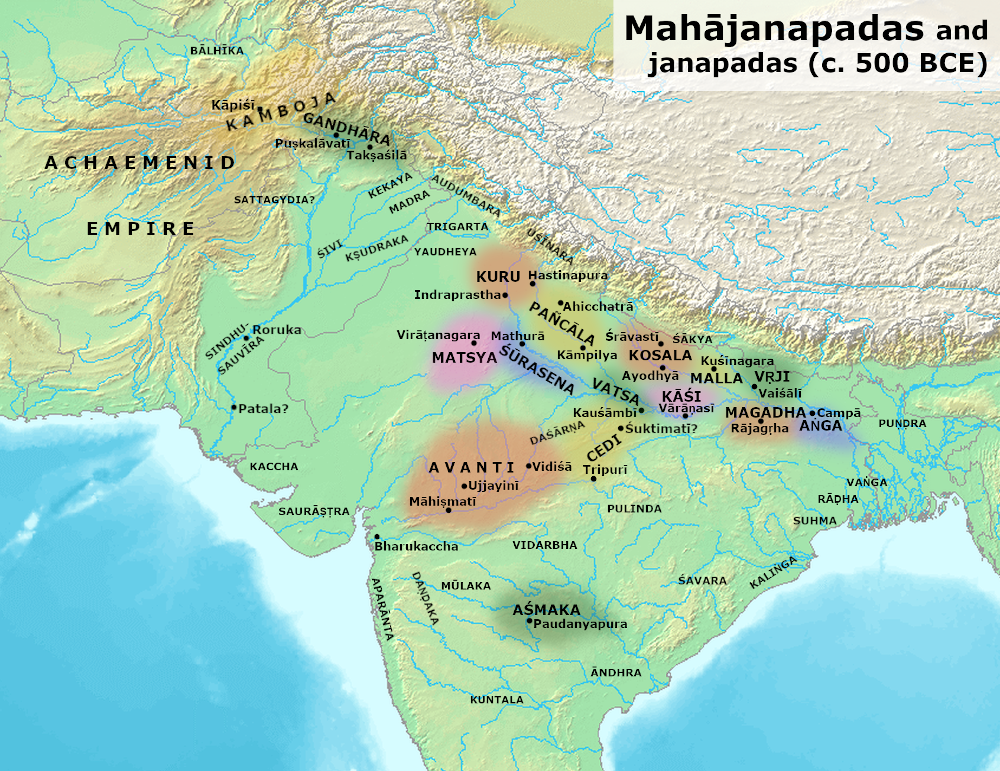
Los Mahajanapadas eran dieciséis reinos y repúblicas de la India durante de la vida de Gautama Buddha (563BC-483 a. C.), ubicado principalmente a través de las fértiles llanuras del Ganges.

Siddhārtha Gautama fue el fundador histórico del budismo. Las fuentes primarias afirman que nació en la pequeña república Shakya (Pali: Sakka), que era parte del reino Kosala de la India antigua, ahora parte de Nepal. Por lo tanto, también se lo conoce como el Shakyamuni (literalmente: "sabio de Shakya"). La república fue gobernada por un consejo de cabezas de familia, y Gautama nació de una de estas élites, por lo que se describió a sí mismo como un “kshatriya” cuando hablaba con los brāhmanas. Los primeros textos budistas no contienen una biografía continua del Buda. Más tarde, a partir de 200 a. C. se escribieron varias "biografías" con muchos adornos mitológicos. Todos los textos están de acuerdo en que Gautama renunció a la vida familiar y vivió como un asceta “sramana” por algún tiempo estudiando bajo varios maestros espirituales, antes de alcanzar el nirvana (extinción) y bodhi (despertar) en su meditación.
Durante los restantes 45 años de su vida, viajó por la llanura indogangética en el centro de la India (la región del río Ganges y sus afluentes), enseñando su doctrina a una amplia gama de personas de diferentes castas e iniciando monjes en su orden. El Buda envió a sus discípulos a difundir la enseñanza sobre toda la India. También inició una orden de monjas. Instó a sus discípulos a enseñar en los dialectos locales. Pasó gran parte de su tiempo cerca de las ciudades de Sāvatthī, Rājagaha y Vesālī (Sánscrito: Śrāvastī, Rājagrha, Vāiśalī). En el momento de su muerte a los 80, tenía miles de seguidores.
Los años posteriores a la muerte de Buda vieron la aparición de muchos movimientos durante los siguientes 400 años: primero, las escuelas del budismo Nikaya, del cual solo queda Theravada hoy, y luego la formación de Mahayana y Vajrayana, movimientos pan-budistas basados en la aceptación de nuevas escrituras y la revisión de técnicas más antiguas. Los seguidores del budismo, llamados budistas, se referían a sí mismos como Sakya o Sakyabhiksu en la India antigua. El budólogo Donald S. Lopez afirma que también usaron el término “Bauddha”, aunque Richard Cohen afirma que ese término fue usado solo por hindúes para describir a los budistas.

## Budismo temprano
Después de la muerte del Buda, la sangha budista (comunidad monástica) permaneció centrada en el valle del Ganges, extendiéndose gradualmente desde su centro antiguo. Las fuentes canónicas registran varios concilios, donde la sangha monástica recitó y organizó las colecciones orales de las enseñanzas del Buda y resolvieron ciertos problemas disciplinarios de la comunidad. La historiografía moderna ha cuestionado la precisión e historicidad de estos cuentos tradicionales.
Se dice tradicionalmente que el primer concilio budista se celebró tres meses después de la muerte del Buda, y fue presidido por Mahākāśyapa, en Rājagṛha (Rajgir) con el apoyo del rey Ajāthaśatru. En este concilio se agruparon las enseñanzas de Buddha en tres canastas: La canasta de las reglas de disciplina (Vinaya pitaka), donde están las reglas de los monjes, la canasta de los discursos (Sutta pitaka), que contiene los discursos del Buda y la canasta del Abhidhamma-pitaka, la cual contiene las enseñanzas filosóficas y psicológicas de Buda. Según Charles Prebish, casi todos los budólogos han cuestionado la historicidad de este primer consejo.
En torno al II a. C. aparece lo que hoy se conoce como budismo temprano. Existían en el budismo temprano diferentes tendencias y maneras de enfocar la enseñanza. Esto sería el caldo de cultivo en donde surgirían los posteriores movimientos llamados también vehículos del budismo: los actuales theravada y mahāyāna.
Se dice que el segundo concilio budista causó el primer cisma de la sangha entre las comunidades de los “Sthaviras” (Ancianos) y la “Mahasamghika” (Gran Sangha). La mayoría de los budóologos están de acuerdo en que el cisma fue causado por desacuerdos sobre puntos de vinaya (disciplina monástica). Con el tiempo, estas dos fraternidades monásticas se dividirían aún más en varias escuelas primitivas budistas. Los Sthaviras dieron a luz a un gran número de escuelas influyentes, incluyendo la Sarvāstivāda, Pudgalavāda (también conocido como Vatsīputrīya), los Dharmaguptakas y la escuela Vibhajyavāda ("analíticos", que después se convierten en Theravāda). Mientras tanto, la escuela Mahasamghika también desarrollo sus propias ramas y doctrinas, lo que se puede ver en textos como el Mahavastu, asociado con la escuela Lokottaravada ("trascendentalista"). Esta escuela ha sido visto como un presagio de ciertas ideas Mahayana, especialmente debido a su punto de vista de que todos los actos de Buda Gautama eran "trascendentales" o "supramundanos", incluso aquellos realizados antes de su Budeidad.
En el siglo III a. C., algunos budistas comenzaron a introducir nuevas enseñanzas sistematizadas llamadas Abhidharma, basadas en listas o tablas previas (matrka) de temas doctrinales principales. A diferencia de los Nikayas, que eran discursos en prosa o versos, la literatura de Abhidharma consistía en una exposición doctrinal sistemática y a menudo difería entre las escuelas budistas que no estaban de acuerdo con los puntos de la doctrina. Abhidharma buscó analizar toda la experiencia en sus constituyentes últimos, fenómenos o procesos fenoménicos llamados “dharmas”.

## Imperio Maurya(320 - 185 a.C.)

El Imperio de Aśoka.

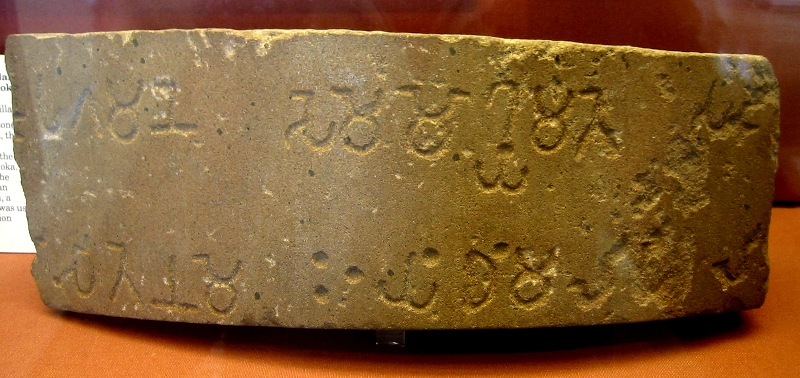
Fragmento del sexto edicto del pilar de Aśoka (238 a.C.), en Brāhmī. Museo Británico.

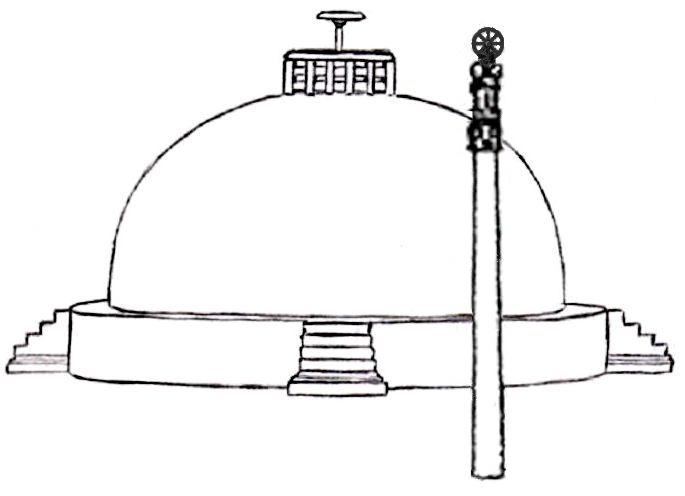
Reconstrucción aproximada de la Gran Stupa con el Pilar de Asoka, Sanchi, India.

Durante el reinado del emperador Aśoka (273-232 a. C.), el budismo obtuvo apoyo real y comenzó a extenderse más ampliamente a la mayor parte del subcontinente indio. Después de su invasión de Kalinga, Aśoka parece haber sentido remordimiento y comenzó a trabajar para mejorar las vidas de sus sujetos. Aśoka construyó pozos, casas de descanso y hospitales para humanos y animales, también abolió la tortura, la cacería real y tal vez incluso la pena de muerte. Aśoka también apoyó religiones no budistas como el jainismo y el brahmanismo. Aśoka propagó la religiones indias, construyendo estupas y pilares instando, entre otras cosas, el respeto de toda la vida animal y ordenando a las personas a seguir el Dharma. Ha sido aclamado por las fuentes budistas como el modelo para el chakravartin compasivo ("monarca que gira la rueda"). Aún hoy el escudo de la India es el sello de Aśoka, la rueda budista de la ley.
Otra característica del budismo Maurya fue el culto y la veneración de estupas, grandes montículos que contenían reliquias (Pali: sarīra) del Buda y otros santos. Se creía que la práctica de la devoción a estas reliquias y estupas podía traer bendiciones. Tal vez el ejemplo mejor conservado de un sitio budista Maurya es la Gran Estupa de Sanchi (que data del siglo III a. C.).
Según los edictos de Aśoka, se enviaron emisarios a varios países para difundir el budismo, tan al sur como Sri Lanka y tan al oeste como los reinos helenísticos, en particular el Reino grecobactriano y posiblemente incluso más lejos en el Mediterráneo.
Las fuentes de Theravada afirman que Aśoka convocó el tercer concilio budista alrededor del año 250 a. C. en Pataliputra (Patna) con el anciano Moggaliputtatissa. El objetivo del concilio era purificar la sangha, particularmente de los ascetas no budistas. Después del concilio, los misioneros budistas fueron enviados a través del mundo conocido.

### Mundo helenístico
Algunos de los edictos de Aśoka describen los esfuerzos realizados por él imperador para propagar la fe budista en el mundo helenístico, que en ese momento formaba un continuo ininterrumpido desde las fronteras de la India hasta Grecia. Los edictos indican una clara comprensión de la organización política en los territorios helenísticos: se identifican los nombres y las ubicaciones de los principales monarcas griegos de la época, y se los reclama como receptores del proselitismo budista: Antíoco II Theos del reino seléucida (261-246 a. C.), Ptolomeo II Philadelphos de Egipto (285-247 a. C.), Antigono Gonatas de Macedonia (276-239 a. C.), Magas (288-258 a. C.) en Cirenaica (Libia moderna) y Alejandro II (272-255 a. C.) en Epiro. Uno de los edictos dice:
"La conquista por Dharma ha sido ganada aquí, en las fronteras, e incluso a seiscientos yojanas (5.400-9.600 km) de distancia, donde gobierna el rey griego Antíoco, más allá de donde gobernaban los cuatro reyes llamados Ptolomeo, Antígono, Magas y Alejandro, también en el sur, entre los Cholas, los Pandyas, y hasta Tamraparni (Sri Lanka)".
Además, de acuerdo con el Mahavansa (XII), algunos de los emisarios de Aśoka eran griegos (Yona), particularmente uno llamado “Dhammarakkhita”. Aśoka también emitió edictos tanto en griego como en arameo. Uno de ellos, encontrado en Kandahar, aboga por la adopción de la "piedad" (usando el término griego eusebeia para Dharma) para la comunidad griega.
No está claro en qué medida estas interacciones pudieron haber sido influyentes, pero autores como Robert Linssen han comentado que el budismo pudo haber influido en el pensamiento y la religión occidentales en ese momento. Linssen señala la presencia de comunidades budistas en el mundo helenístico alrededor de ese período, en particular en Alejandría (mencionado por Clemente de Alejandría), y en la orden monástica precristiana de Therapeutae (posiblemente una deformación de la palabra pali "Theravāda"), que puede haberse "inspirado casi por completo en la enseñanza y las prácticas del ascetismo budista" e incluso haber sido descendientes de los emisarios de Aśoka en Occidente.28 Es posible que filósofos como Hegesias de Cirene y Pirrón pueden haber sido influenciados por las enseñanzas budistas.
Las lápidas budistas del período ptolemaico también se han encontrado en Alejandría, decoradas con representaciones de la rueda del Dharma. La presencia de budistas en Alejandría incluso ha llegado a la conclusión de que influyeron en el monasticismo cristiano. El cristiano Clemente de Alejandría reconoció a los śramanas bactrianos y a los gimnosofistas hindúes por su influencia en el pensamiento griego.

### Establecimiento del budismo de Sri Lanka
Las crónicas de Sri Lanka como el Dipavamsa indican que el hijo de Aśoka, Mahinda, trajo el budismo a la isla durante el siglo II a. C. Además, la hija de Aśoka, Saṅghamitta, también estableció la orden de bhikkhunīs (monjas) en Sri Lanka, trayendo también un árbol de bodhi sagrado que posteriormente se plantó en Anuradhapura. Estas dos figuras son vistas como los fundadores míticos del Theravada de Sri Lanka. Se dice que convirtieron al Rey Devanampiya Tissa (307 - 267 a. C.) y muchos de la nobleza.
Sin embargo, los primeros registros arquitectónicos de las imágenes del Buda provienen del reinado del rey Vasabha (65-109 a. C.). Los principales monasterios y escuelas budistas en la antigua Sri Lanka fueron Mahāvihāra, Abhayagiri y Jetavana. El canon pali fue escrito durante el siglo I a. C. para preservar la enseñanza en tiempos de guerra y hambruna. Es la única colección completa de textos budistas que sobrevive en un idioma indoario medio. Refleja la tradición de la escuela de Mahāvihāra. Más tarde, los comentaristas Theravada tales como Buddhaghoṣa (siglos 4 - 5) y Dhammapāla (siglos 5 - 6), sistematizaron la literatura del comentario tradicional de Sri Lanka (Atthakatha).
Aunque el budismo Mahāyāna adquirió cierta influencia en Sri Lanka, ya que se estudió en Abhayagiri y Jetavana, la escuela Theravada de Mahavihara ("Gran Monasterio") se hizo dominante en Sri Lanka tras el reinado de Parakramabahu I (1153-1186), quien abolió las tradiciones de Abhayagiri y Jetavana.

## Budismo Mahāyāna
El movimiento budista que se hizo conocido como Mahāyāna (Gran vehículo) y también el Bodhisattvayāna, comenzó entre 150 a. C. y 100 d. C., entre las órdenes Mahasamghika y Sarvastivada. La inscripción más antigua que es reconociblemente Mahayana data de 180 d. C. y se encuentra en Mathura. Empezó cuando algunos monjes (bhikkhus), de forma inconexa y dispersa entre sí, afirmaban unas nuevas vías de entender la enseñanza, al Buda y el progreso en el camino. Esa nueva corriente se autodenominó al principio "Bodhisattvayāna" que quiere decir el Vehículo del Bodhisattva. La palabra Boddhisattva se refiere a un ideal y objetivo en el camino del practicante budista. En el budismo primigenio se empleaba para designar a aquella persona que ya estaba decidida y embarcada en el proyecto de convertirse en un Buda. Este significado adquiere un nuevo matiz en los albores del mahāyāna, y así significara que el seguidor aspira a una liberación universal y completa de todos los seres vivos.
El Mahayana enfatizó el camino del Bodhisattva, la doctrina de upaya (habilidad en los medios) y nuevos textos llamados sutras Mahayana. Los sutras Mahayana promovieron nuevas doctrinas, como la idea de que "existen otros Budas que predican simultáneamente en innumerables otros universos". Con el tiempo, los Bodhisattvas Mahayana y también múltiples Budas llegaron a ser vistos como seres trascendentales y benéficos que eran sujetos de devoción.
Con el tiempo, esta afirmación del vehículo del Bodhisattva se autodenominó mahāyāna, que quiere decir Gran Vehículo. El mahāyāna afirmaba por tanto muchas cosas novedosas, en cierta medida a menudo ampliaciones de significados, pero que no fueron admitidas por aquellos que preferían ceñirse a lo conocido y ya compilado en los textos tempranos como el Canon Pāḷi. Por tanto, doctrinalmente desde el mahāyāna a menudo se observa al budismo theravāda como incompleto, mientras que desde el theravada se observa al mahāyāna como una deformación de la enseñanza original.
Mahayana empezó como una minoría entre los budistas indios, creciendo lentamente hasta que aproximadamente la mitad de todos los monjes encontrados por Xuanzang en la India del siglo VII eran mahayanistas. Las primeras escuelas de pensamiento Mahayana incluían las enseñanzas de Mādhyamaka, Yogācāra y la naturaleza Budica (Tathagatagarbha). La escuela Madhyamaka o "vía media" tiene su base en los desarrollos del maestro religioso indio Nagárjuna en el siglo II d. C. Uno de sus principales trabajos es el "Mulamadhyamakakarika" o Fundamentos de la vía media. Nagarjuna postula la indagación de la verdad evitando los opuestos del esencialismo y del nihilismo mediante un camino que es explicado a través de razonamientos lógicos, pero que en esencia los trasciende La escuela yogachara (conducta yóguica) surge posteriormente por los desarrollos de los maestros y además hermanos, Asanga y Vashubandhu en el siglo IV d. C. Postula la identificación entre realidad y mente individual para evitar el dualismo.
Mahayana es hoy la corriente dominante del budismo en el este de Asia y el Tíbet.
Varios budólogos han sugerido que los sūtras Prajñāpāramitā, que se encuentran entre los primeros sūtras Mahāyāna, se desarrollaron entre los Mahāsāṃghika a lo largo del río Kṛṣṇa en la región de Āndhra del sur de la India.

## Imperio Śuṅga ( 185 - 73 a.C.)
La dinastía Shunga (185-73 a. C.) se estableció 50 años después de la muerte de Aśoka. Después de asesinar al rey Brhadrata (el último de los gobernantes Maurya), el comandante militar Pushyamitra Shunga tomó el trono. Las escrituras religiosas budistas como el Aśokāvadāna alegan que Pushyamitra (un Brahman ortodoxo) era hostil hacia los budistas y perseguía la fe budista.
Los historiadores modernos, sin embargo, disputan este punto de vista a la luz de la evidencia literaria y arqueológica. Opinan que después del patrocinio de Aśoka del budismo, es posible que las instituciones budistas cayeran en tiempos difíciles bajo los shungas, pero no se ha observado ninguna evidencia de persecución activa. Etienne Lamotte observa: "A juzgar por los documentos, Pushyamitra debe ser absuelto por falta de pruebas". Otro eminente historiador, Romila Thapar, apunta a la evidencia arqueológica que "sugiere lo contrario" a la afirmación de que "Pushyamitra era un antibudista fanático" y que “él en realidad nunca destruyó 840 000 stupas como lo afirman las obras budistas". Thapar enfatiza que los relatos budistas son probablemente interpretaciones hiperbólicas del ataque de los Mauryas por Pushyamitra, y simplemente reflejan la desesperación frustrada de las figuras religiosas budistas ante el declive posiblemente irreversible en la importancia de su religión bajo los Shungas.
Durante el período, los monjes budistas desertaron del valle del Ganges, siguiendo la carretera del norte (uttarapatha) o la del sur (dakṣinapatha). Por eso la creación artística budista se detuvo en la antigua área de Magadha para reposicionarse en el área noroeste de Gandhāra y Mathura o en el sureste alrededor de Amaravati. También se produjo cierta actividad artística en el centro de la India, como en Bhārhut, a la que los Shungas pueden haber contribuido.

## Grecobudismo
El rey greco-bactriano Demetrio I (reinó c. 200-180 a. C.) invadió el subcontinente indio, estableciendo un reino indogriego que duraría en partes del noroeste de Asia del Sur hasta el final del siglo I d. C. Bajo los reyes indo-griegos y greco-bactrianos, el budismo floreció. Uno de los reyes indo-griegos más famosos es Menandro I (reinó c. 160-135 a. C.). Puede haberse convertido al budismo y se presenta en la tradición Mahāyāna como uno de los grandes benefactores de la fe, a la par con el rey Aśoka o el posterior rey Kaniśka. Las monedas de Menandro llevan diseños de la rueda del dharma, un clásico símbolo budista. El diálogo Milinda Pañja entre Menandro y el monje budista Nāgasena, que también era estudiante del monje budista griego Mahadharmaraksita, sugiere el intercambio cultural directo. Después la muerte de Menandro, el honor de compartir sus restos fue reclamado por las ciudades bajo su gobierno, y fueron consagrados en estupas, en un paralelo con el Buda. Varios de los sucesores indo-griegos de Menandro inscribieron "seguidor del Dharma" en la escritura Kharoṣṭhī, en sus monedas.
Durante el siglo I a. C., las primeras representaciones antropomórficas del Buda se encuentran en las tierras gobernadas por los indo-griegos, en un estilo realista conocido como “grecobudista”. Muchos de los elementos estilísticos en las representaciones del Buda apuntan a la influencia griega: la túnica ondulada grecorromana que cubre ambos hombros (himation), la postura contrapposto de las figuras verticales, el pelo rizado estilo Mediterráneo y moño (ushnisha) aparentemente derivado del estilo del Apolo de Belvedere (330 a. C.), y la calidad medida de los rostros, representado con un realismo artístico. En el sitio de Hadda, se excavó una gran cantidad de esculturas que combinan estilos e iconografías budistas y puramente helenísticas.
Se registran varios monjes budistas griegos influyentes. Mahadharmaraksita (literalmente traducido como 'Gran Maestro / Preservador del Dharma'), era “un monje budista griego” ("Yona", lit. "Jónico"), según el Mahavamsa (Capítulo XXIX58), que dirigió a 30 000 monjes budistas de "la ciudad yona de Alasandra" (Alejandría del Cáucaso, a unos 150 km al norte de la actual Kabul en Afganistán), a Sri Lanka para la dedicación de la Gran Estupa en Anuradhapura durante el gobierno del Rey Menandro I. Dhammarakkhita (significado: ‘Protegido por el Dharma’), fue uno de los misioneros enviados por el Asoka para hacer proselitismo de la fe budista. Se lo describe como un Jónico en el Mahavamsa.

## Imperio kushán y Gandhāra

Territorios de kushán bajo Kanishka el Grande, que vio el apogeo de la cultura budista de Gandhāra.

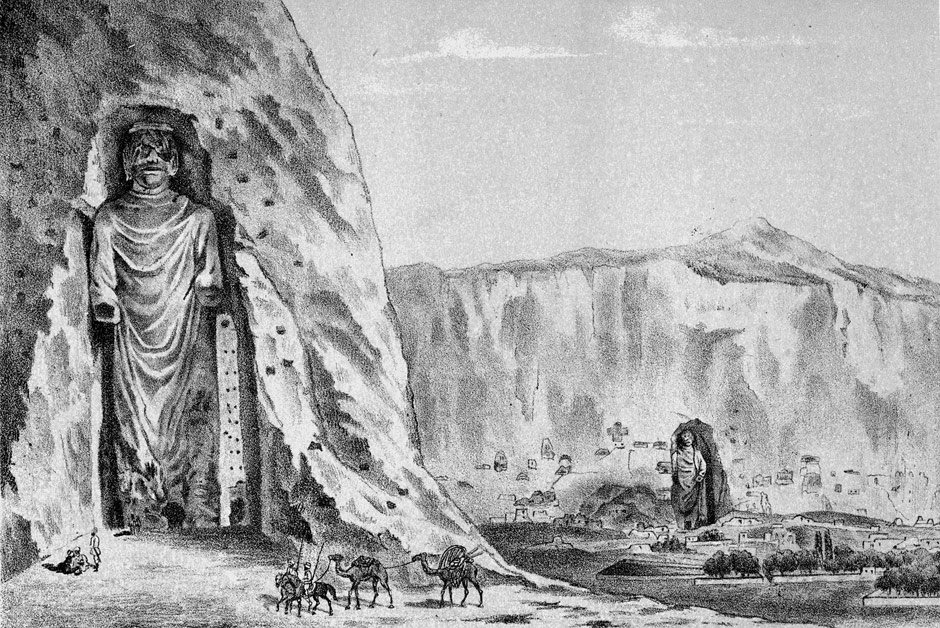
Los Budas de Bamiyan, un ejemplo de la escultura monumental budista de Gandhāra.

El imperio kushán (30-375 d. C.) fue formado por los nómadas invasores Yuezhi. Finalmente abarcó gran parte del norte de India, Pakistán y Afganistán. Los kushán adoptaron elementos de la cultura helenística de Bactriana. Durante el gobierno kushán, el budismo de Gandhāra estaba en el punto más alto de su influencia y se construyeron o renovaron un gran número de centros budistas. El arte budista kushán era una síntesis de elementos grecorromanos, iraníes e indios. Los textos budistas de Gandhāra también datan de este período. Fueron escritos en un Prácrito Gāndhārī, y son los manuscritos budistas más antiguos que se han descubierto (c. siglo I a. C.). Según el experto Richard Salomon, la mayoría de ellos pertenece a la escuela budista “Dharmaguptaka”.
El emperador Kanishka (128-151 d. C.) es particularmente conocido por su apoyo al budismo. Durante su reinado, se construyeron estupas y monasterios en la ciudad de Peshawar, en Gandhāra (Sct. Purusapura), que utilizó como capital. El apoyo real de los kushán y la apertura de rutas comerciales permitieron que el budismo de Gandhāra se extendiera a lo largo de la ruta de la seda hacia Asia Central, la cuenca del Tarim y, por ende, hacia China.
También se dice que Kanishka convocó a un importante concilio budista para la tradición Sarvāstivāda, en Gandhāra o en Cachemira. Kanishka reunió a 500 monjes eruditos en parte para compilar extensos comentarios sobre el Abhidharma, aunque es posible que se llevara a cabo algún trabajo editorial sobre el propio canon de Sarvāstivāda existente. Supuestamente durante el concilio había un total de trescientos mil versículos y más de nueve millones de declaraciones compiladas, y tomó doce años en completarse. El fruto principal de este concilio fue la compilación del vasto comentario conocido como Mahā-Vibhāshā ("Gran Exégesis"), un extenso compendio y trabajo de referencia sobre una porción del Abhidharma de los Sarvāstivāda. Los budólogos modernos como Etienne Lamotte y David Snellgrove han cuestionado la veracidad de este relato tradicional.
Los budólogos creen que fue también en esta época que se hizo un cambio en el lenguaje del canon de la escuela Sarvāstivāda, al convertir una versión anterior de prácrito al sánscrito. Aunque este cambio probablemente se efectuó sin pérdida significativa de la integridad del canon, este evento fue de particular importancia ya que el sánscrito era el idioma sagrado del brahmanismo, y también lo usaban otros pensadores, independientemente de su lealtad religiosa o filosófica específica, permitiendo así que una audiencia mucho más amplia acceda a las ideas y prácticas budistas.
Después de la caída de los kushán, pequeños reinos gobernaron la región de Gandhāra, y más tarde los hunos blancos o Heftalitas conquistaron el área (c. 440 - 670 d. C.). Bajo los Heftalitas, el budismo de Gandhāra continuó prosperando en ciudades como Balkh (Bactriana), según remarcó el chino Xuanzang quien visitó la región en el siglo VII. Xuanzang señala que había más de un centenar de monasterios budistas en la ciudad, como el Nava Vihara y muchas estupas y monjes. Después del final del imperio Heftalita, el budismo de Gandhāra declinó en Gandhāra propia (en la cuenca de Peshawar). Sin embargo, continuó prosperando en áreas adyacentes como el Valle Swat de Pakistán, Gilgit, Cachemira y en Afganistán (en sitios como Bamiyan).

## Asia Central

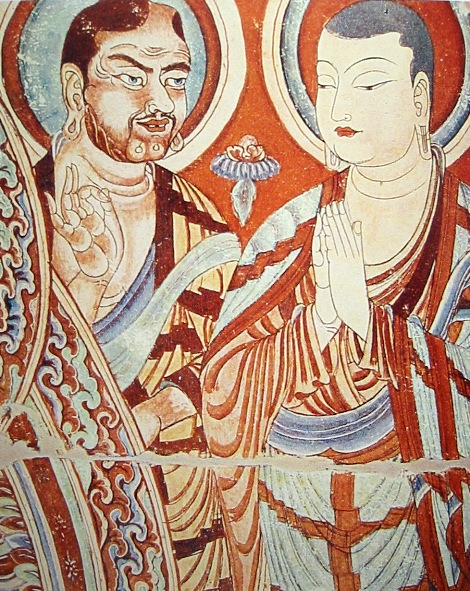
Monjes budistas de ojos azules de Asia central y Asia oriental, Bezeklik, cuenca oriental de Tarim, China, siglos y.

Por Asia Central pasa la ruta comercial internacional conocida como la ruta de la seda, que transporta mercancías entre China, India, Oriente Medio y el mundo mediterráneo. El budismo estuvo presente en esta región desde aproximadamente el siglo II a. C. Inicialmente, la escuela Dharmaguptaka fue la más exitosa en sus esfuerzos por difundir el budismo en Asia Central. Jotán fue uno de los primeros reinos budistas en el área y ayudó a transmitir el budismo de la India a China.
La unificación por el imperio kushán de la mayor parte de esta área y su apoyo al budismo permitió a la fe extenderse fácilmente a lo largo de las rutas comerciales de la región. Durante el siglo I d. C. bajo los kushán, la escuela Sarvastivada floreció en esta región, algunos de los monjes también trayendo enseñanzas Mahayana con ellos. El budismo finalmente llegaría a Pakistán, Cachemira, Afganistán, Uzbekistán, Turkmenistán y Tayikistán. A medida que el budismo llegó a muchas de estas tierras, los budistas comenzaron a traducir y producir textos en los idiomas locales, como Jotánes (una lengua iraní media), sogdiano, uigur, tangut, tibetano y chino.
Los asiáticos centrales desempeñaron un papel clave en la transmisión del budismo a China. Los primeros traductores de las escrituras budistas en chino fueron los iraníes, incluidos el Parto An Shigao (c. 148 d. C.), el Yuezhi Zhi Qian y Kang Sengkai (de Samarcanda). 37 traductores tempranos de textos budistas son conocidos, y la mayoría de ellos han sido identificados como provenientes de la esfera cultural iraní. El imperio sasánida (226-651 d. C.) gobernaría sobre muchas de estas regiones (como Partia y Sogdia), y toleraron la religión budista. Durante la mitad del siglo VII, la conquista islámica de la meseta iraní seguida de las conquistas musulmanas de Afganistán y el posterior establecimiento del reino gaznávida en Asia Central (c. 977 -1186) condujo al declive y desaparición del budismo en la mayoría de estas regiones.
El budismo también floreció en la parte oriental de Asia central (Turquestán chino, cuenca de Tarim). Indios e iraníes vivían en las principales ciudades de esta región, como Kashgar y Jotán. La región ha revelado obras de arte budistas extremadamente ricas, así como textos budistas como los hallados en Dunhuang. Sus artes recuerdan mucho al estilo de Gandhāra, y se han encontrado escrituras en Kharoṣṭhī. Los uigures conquistaron la zona en el siglo VIII y se mezclaron con los pueblos iraníes locales, absorbiendo la cultura budista de la región. Más tarde fueron absorbidos por la dinastía Yuan mongol. Muchos textos budistas impresos en la región datan del Yuan, y se imprimieron en los idiomas uigur, xixia y sánscrito. Los uigures también restauraron templos en cuevas y pintaron murales budistas como en Bezeklik. El budismo uigur fue la última cultura budista en el este de Turquestán y duró hasta mediados del siglo XIV. Después de la islamización de Xinjiang, el budismo dejó de ser una religión importante allí.

## Eras Gupta y Pala

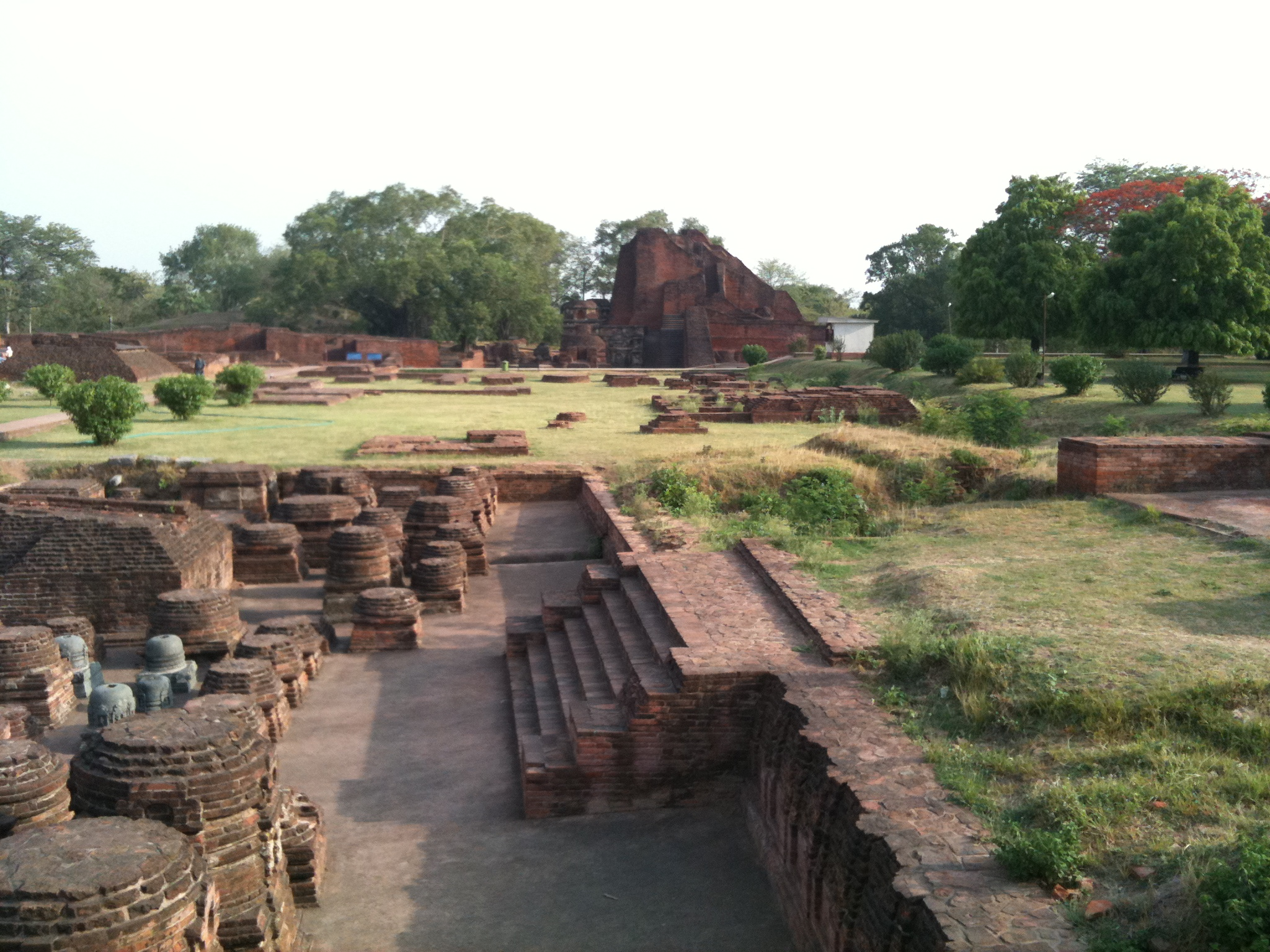
Ruinas del complejo budista de Nālandā, un importante centro de aprendizaje en la India desde el d. C. hasta c. 1200.

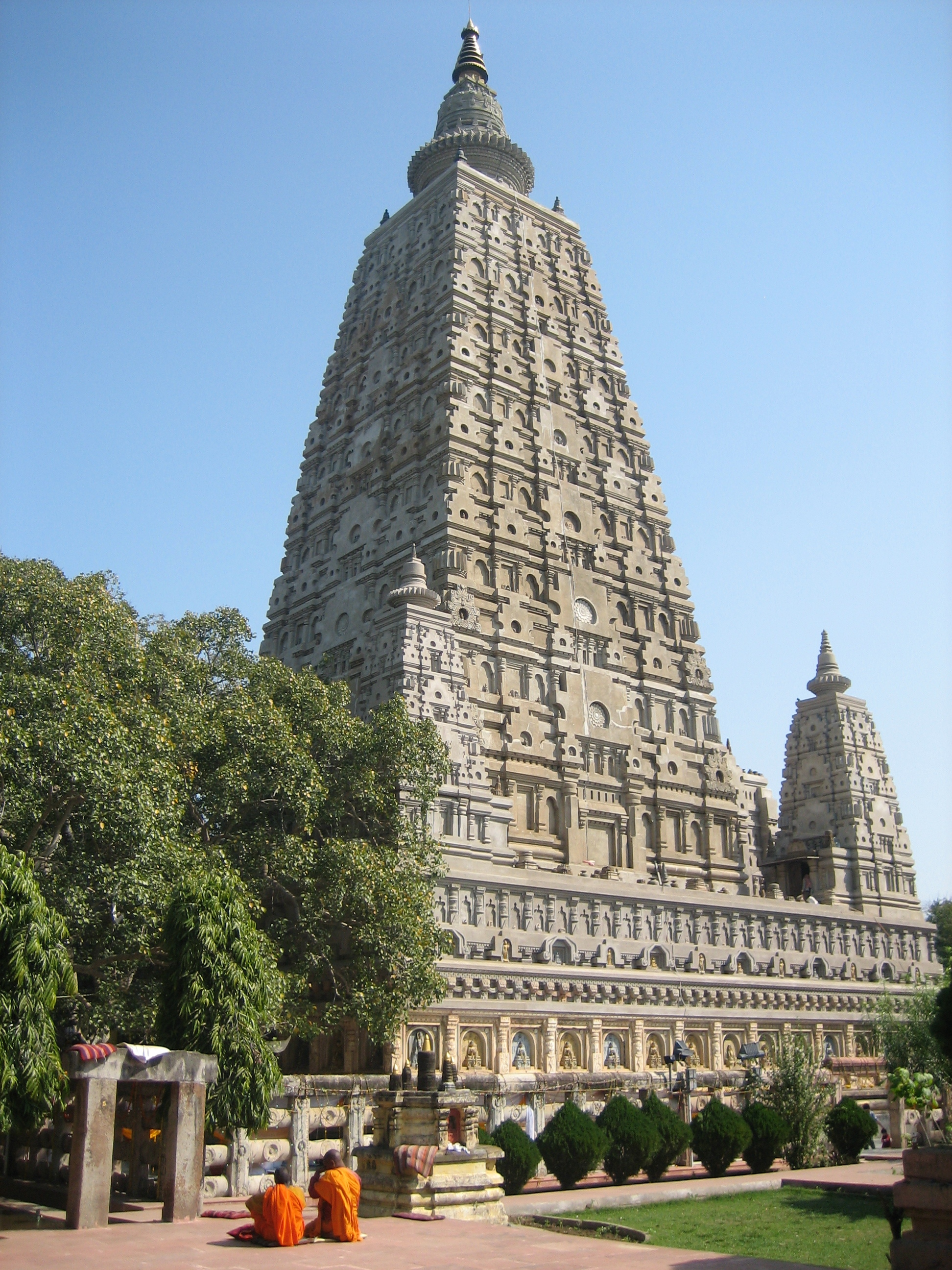
La estructura actual del Templo Mahabodhi en Bodh Gaya data de la era Gupta.

El budismo continuó floreciendo en la India durante el Imperio Gupta (siglos IV - VI). Los gobernantes de Gupta como Kumaragupta I (c. 414 - 455 d. C.) apoyaron y ampliaron la universidad de Nālandā, que se convirtió en la universidad budista más grande e influyente de la India. El gran filósofo budista Dignaga enseñó allí su nueva doctrina, y Nālandā siguió siendo un lugar central para el estudio de la teoría del conocimiento (pramana) por el resto de su historia. Otra importante universidad budista fue Valabhi, en el oeste de la India, que fue el segundo después de Nālandā en el siglo V. La influencia del estilo Gupta en el arte budista se extendió junto con la fe del sudeste de Asia a China. Durante este período, los peregrinos chinos también visitaron la India para estudiar budismo.
Uno de estos peregrinos fue Faxian, que visitó India durante el reinado del emperador Chandragupta II en 405, y comentó sobre la prosperidad y la buena administración del imperio Gupta. Otro viajero chino que llegó a la India después del final de los Guptas en el siglo VII fue Xuanzang. El escribe que el budismo era popular en Andhra Pradesh y Tamil Nadu. Mientras informa que había muchas estupas abandonadas en los alrededores del Nepal y la persecución de los budistas por Shashanka en el Reino Gauda en Bengala Occidental. Xuanzang también felicitó el patrocinio del emperador Harṣavardana (590-647 d. C.) y notó que en varias regiones el budismo estaba dando paso al jainismo y al hinduismo.
Después de la caída del imperio de Harṣa, la llanura indogangética vio el surgimiento de muchos pequeños reinos. Esto iba a durar hasta que surgió el Imperio Pāla (siglos VIII-XII) en la región de Bengala. Los Pālas fueron partidarios del budismo y construyeron varios centros budistas importantes, como Vikramashila, Somapura y Odantapuri. También apoyaron centros más antiguos como Nālandā y Bodh Gaya. Fue en estas grandes universidades budistas que los eruditos elaboraron las filosofías de Abhidharma, Madhyamaka y Pramana, así como el estudio de la lingüística, la medicina, la astronomía, la música, la pintura y la escultura. Los grandes eruditos budistas como Atisha y Santaraksita datan de esta era Pāla. Bajo los Pālas, el budismo Mahāyāna floreció y se expandió al Tíbet, Bután y Sikkim.
Un hito en el declive del budismo indio en el Norte ocurrió en 1193 cuando los invasores turcos islámicos bajo Muhammad Khilji quemaron Nālandā. A fines del siglo XII, tras la conquista islámica de las fortalezas budistas en Bihar y la pérdida de apoyo político junto con las presiones sociales, la práctica del budismo se retiró a las estribaciones del Himalaya en el norte y Sri Lanka en el sur.

### Vajrayāna
Bajo los imperios de Gupta y Pala, surgió un nuevo movimiento budista tántrico, llamado variamente Vajrayāna, Mantrayāna, budismo tántrico y budismo esotérico. Promovió nuevas prácticas como el uso de mantras, dharanis, mudras, mandalas y la visualización de deidades o budas y desarrolló una nueva clase de literatura, los Tantras budistas. El movimiento se remonta a grupos de yoguis errantes llamados mahasiddhas.
Varias clases de literatura Vajrayana se desarrollaron como resultado de que las cortes reales patrocinaron tanto el budismo como el shivaísmo, especialmente los tantras Yogini.

## Budismo tibetano

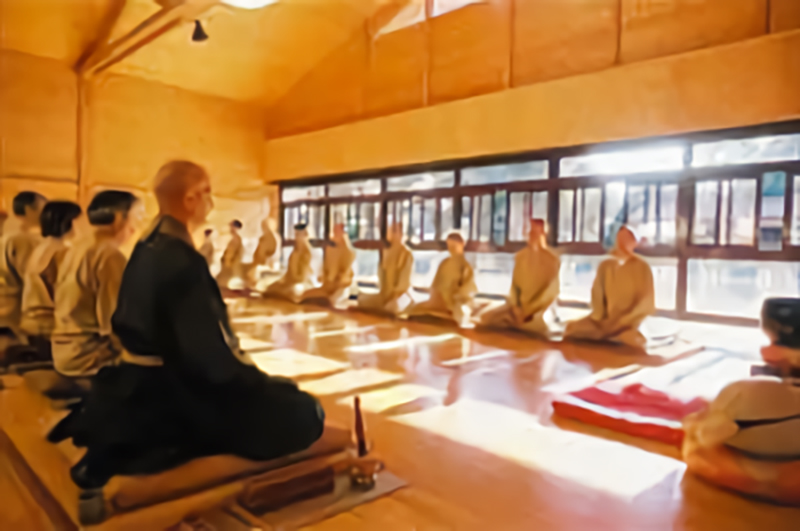
Zazen en un dojo del Centro Europeo de Zen Rinzai.

El budismo llegó tarde al Tíbet, durante el siglo VII. La forma que predominaba, a través del sur del Tíbet, era la mezcla de mahāyāna y vajrayāna de las universidades del imperio Pāla y de la región de Bengala en el este de la India. La influencia de la escuela Sarvāstivāda vino del suroeste (Cachemira) y del noroeste (Jotan). Estas influencias se unieron en el canon budista tibetano, proporcionando a los tibetanos casi todas sus fuentes primarias. Una subsección de esta escuela, la Mūlasarvāstivāda, es la fuente del Vinaya tibetano. El budismo zen se introdujo a través del este del Tíbet desde China y dejó su impresión, pero llegó a ser de menor importancia por los primeros eventos políticos.
Desde el principio, el budismo se opuso a la religión chamanista nativa de Tíbet, que contaba con el apoyo de algunos nobles. La terminología en la traducción de textos budistas se estandarizó alrededor de 825. A pesar de una reversión contra la influencia budista que comenzó bajo el Rey Langdarma (836-842), los siguientes siglos vieron un esfuerzo colosal en la recopilación de fuentes indias disponibles, muchas de las cuales solo existen en la traducción tibetana. El budismo tibetano fue favorecido por encima de otras religiones por los gobernantes de la dinastía Yuan (1271-1368).

## Asia

### China

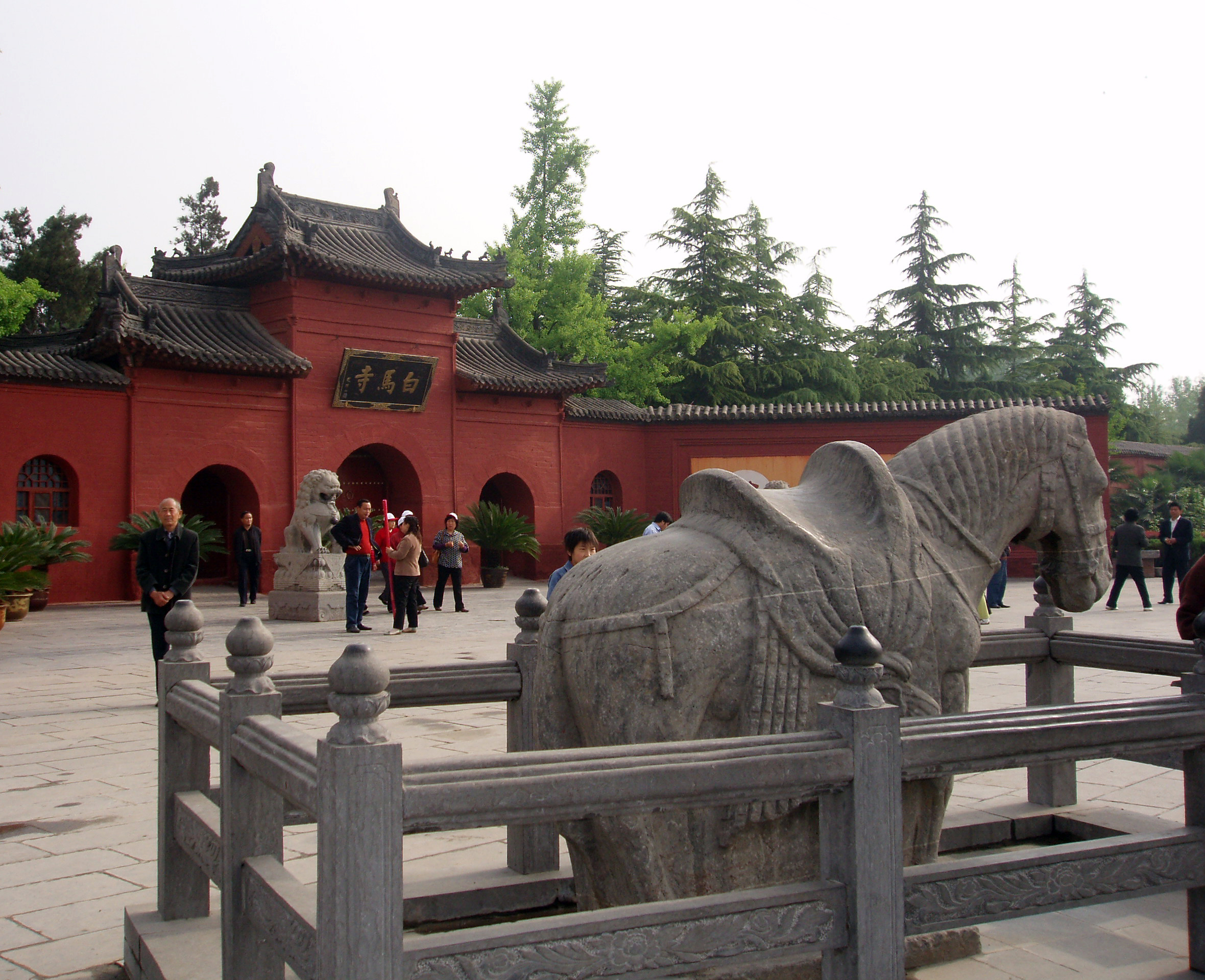
Templo del Caballo Blanco, Luoyang, tradicionalmente considerado como el origen del budismo chino.

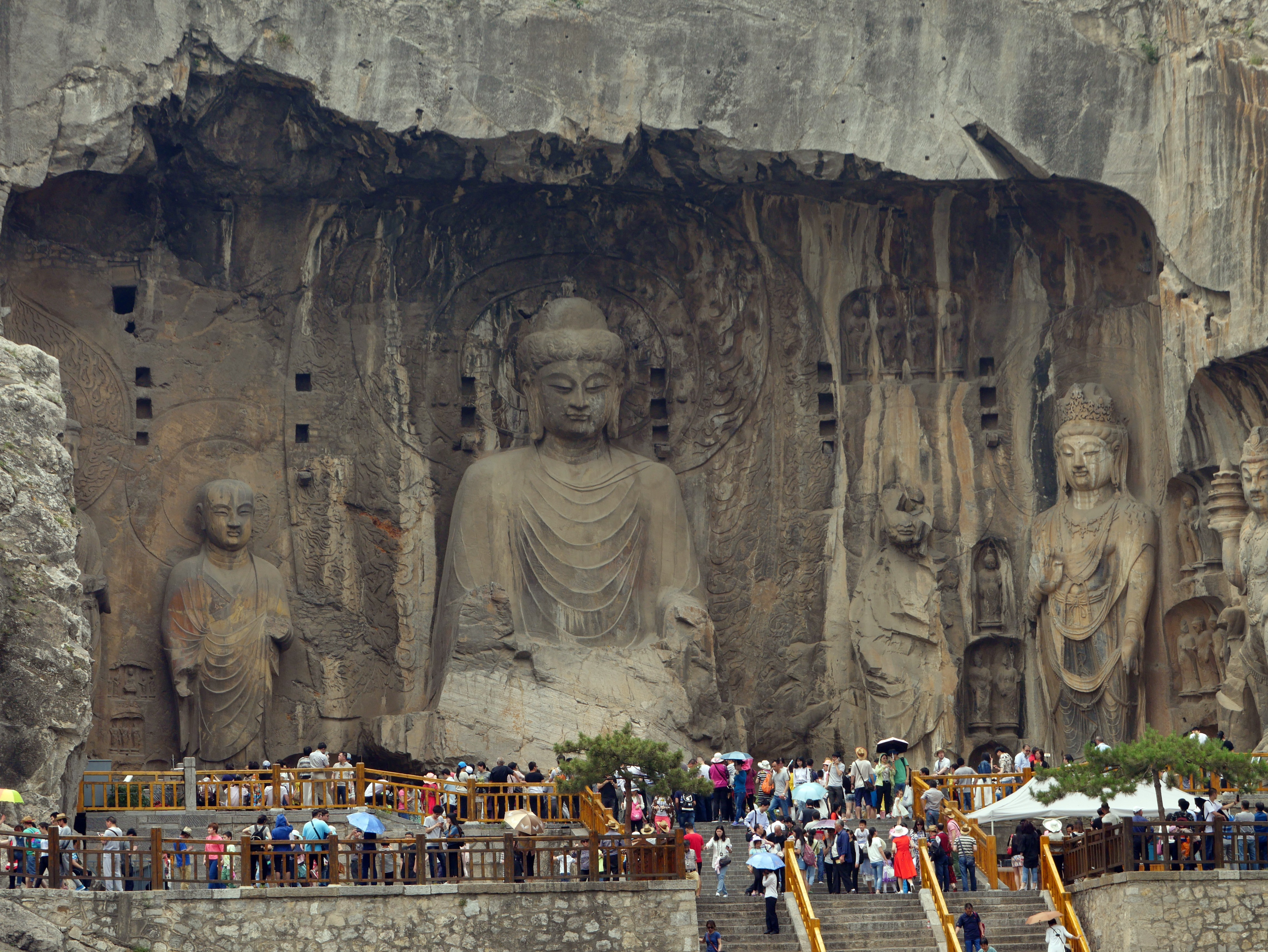
Estatuas monumentales de las Grutas de Longmen en la provincia Henan, China.

El budismo se introdujo en China durante la dinastía Han (206 a. C.-220 d. C.) y estuvo presente alrededor del año 50 d. C. Aunque el registro arqueológico confirma que el budismo se introdujo en la dinastía Han, pero no floreció en China hasta el período de las seis dinastías (220-589 d. C.). Los primeros textos budistas traducidos al chino son los del Parto An Shigao (148-180 d. C.). Los primeros textos Mahāyāna conocidos son traducciones del monje Kushan Lokakṣema en Luoyang, entre 178 y 189 d. C. Los primeros traductores se enfrentaron a la dificultad de comunicar conceptos budistas extranjeros a los chinos, y con frecuencia usaban la terminología taoísta para explicarlos. Esto se ha llamado "concordancia de conceptos". Traductores posteriores como Kumārajīva (334-413 d. C.) mejoraron considerablemente los métodos de traducción.
En el período entre 460-525 d. C. durante la dinastía Wei del Norte, los chinos construyeron las Grutas de Yungang y las Grutas de Longmen, que incluyen impresionantes esculturas monumentales. En el siglo V, los budistas chinos también desarrollaron nuevas escuelas y tradiciones nativas, como la escuela Tiantai, la escuela Huayan, la escuela Tierra Pura y el budismo Chan.
El budismo continuó creciendo durante la dinastía Tang (618-907). Fue durante esta dinastía que el monje chino Xuanzang viajó a la India, trayendo 657 textos budistas junto con reliquias y estatuas. Estableció una famosa escuela de traducción en la capital Tang de Chang'an (Xi'an), centrándose en textos escolares de Yogacara. También durante la dinastía Tang, el budismo esotérico chino (Zhenyan) fue introducido desde la India. La dinastía Tang también vio el crecimiento del budismo Chan (Zen), con los grandes maestros Zen como Mazu Daoyi y Linji Yixuan. En los últimos años del Tang, el budismo sufrió un revés durante la Gran Persecución Antibudista de 845.
El budismo se recuperó durante la dinastía Song (960-1279), que se conoce como la "edad de oro" de Chan. Durante este período, los budistas de la escuela Chan influyeron en el budismo japonés y coreano. El budismo de tierra pura también se hizo popular durante este período y se practicaba a menudo junto con Chan. También fue durante la dinastía Song que se imprimió todo el canon chino utilizando más de 130,000 bloques de impresión de madera.
Durante la dinastía Yuan, el budismo tibetano se convirtió en la religión estatal. Durante la dinastía Ming (1368-1644), la escuela Chan se convirtió en la tradición dominante en China y todos los monjes se afiliaron a Chan. En el siglo XVII, el budismo se extendió a Taiwán por inmigrantes chinos.

### Corea y Vietnam
El budismo se introdujo en los Tres Reinos de Corea comenzando alrededor del año 372 d. C. Durante el siglo VI, muchos monjes coreanos viajaron a China e India para estudiar budismo y se desarrollaron varias escuelas budistas coreanas. El budismo prosperó en Corea durante el período de Silla (688-935) cuando se convirtió en una fuerza dominante en la sociedad. El budismo continuó siendo popular en el período de Goryeo (918-1392), en particular el budismo Seon (Zen). Sin embargo, durante la dinastía Yi confuciana del período Joseon, el budismo se enfrentó a una reversión de fortunas que comenzó con la confiscación de las tierras de los monasterios, el cierre de los monasterios y la prohibición de la ordenación por los aristócratas en el siglo XV.
Hay desacuerdo sobre cuándo llegó exactamente el budismo a Vietnam. El budismo puede haber llegado ya en el siglo III o II a. C. a través de la India o, alternativamente, durante el primer o segundo siglo desde China. Cualquiera que sea el caso, el budismo Mahayana se vio establecido en el siglo II d. C. en Vietnam. En el siglo IX, Tierra Pura y Thien (Zen) eran las principales escuelas budistas vietnamitas. En el sur del Reino de Champa, el hinduismo, el Theravada y el Mahayana se practicaron hasta el siglo XV, cuando una invasión del norte condujo al dominio de las formas de budismo basadas en los chinos. Sin embargo, el budismo Theravada sigue existiendo en el sur de Vietnam. El budismo vietnamita es muy similar al budismo chino y, en cierta medida, refleja la estructura del budismo chino después de la dinastía Song. El budismo vietnamita también tiene una relación simbiótica con el taoísmo, la espiritualidad china y la religión vietnamita nativa.

### Japón

Daibutsu (Gran Buda) de Kamakura.

El budismo fue introducido en Japón en el siglo VI por monjes coreanos que llevaban sutras y una imagen del Buda. Durante el período Nara (710-794), el emperador Shōmu ordenó la construcción de templos en todo su reino. Numerosos templos y monasterios se construyeron en la capital de Nara, como el templo Hōryū-ji, y el templo Kōfuku-ji. También hubo una proliferación de sectas budistas en Nara, conocidas como Nanto Rokushū (las seis sectas de Nara). La más influyente de estas es la escuela Kegon (del chino Huayan).
Durante el final del período Nara, las figuras clave de Kūkai (774-835) y Saichō (767-822) fundaron las influyentes escuelas japonesas de Shingon y Tendai. Una doctrina importante para estas escuelas fue “Hongaku” (el despertar innato o iluminación original), una doctrina que fue influyente para todo el budismo japonés posterior. El budismo también influyó en la religión japonesa del sintoísmo, que incorporó elementos budistas.
Durante el período Kamakura (1185-1333), se fundaron seis nuevas escuelas budistas que competían con las antiguas escuelas de Nara y se conocen como "budismo nuevo" o "budismo de Kamakura". Incluyen las influyentes escuelas de la Tierra Pura de Hōnen (1133-1212) y Shinran (1173-1263), las escuelas de Zen de Rinzai y Sōtō fundadas por Eisai (1141-1215) y Dōgen (1200-1253), así como la escuela de Nichiren (1222-1282).
El arte budista japonés fue especialmente productivo entre los siglos VIII y XIII durante el período Nara (710-794), el período Heian (794-1185) y el período Kamakura (1185-1333). El budismo, especialmente el zen, se mantuvo culturalmente influyente durante el período Ashikaga (1333-1573) y la era Tokugawa (1603-1867).

## Budismo del Sudeste Asiático

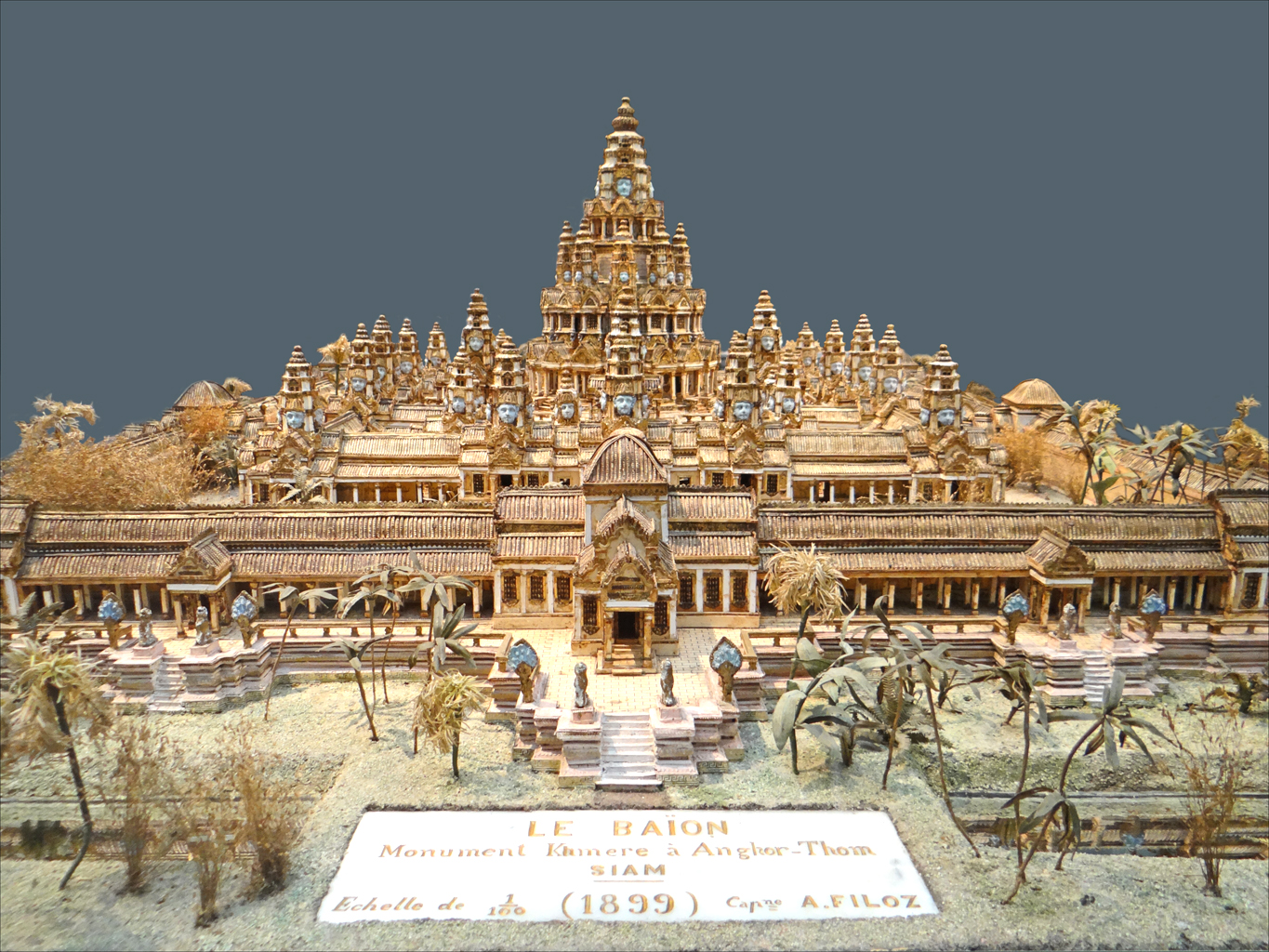
Reconstrucción del Templo de Prasat Bayon, en el centro de Angkor Thom.

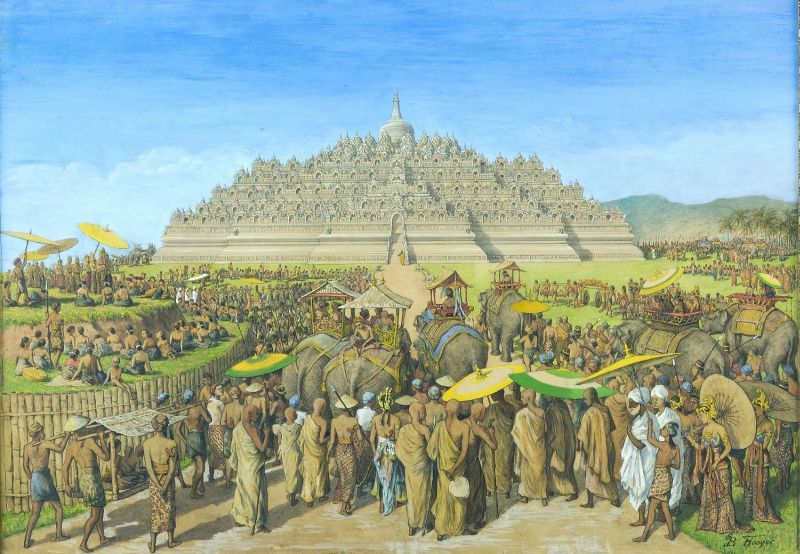
Una pintura de G.B. Hooijer (c.1916-1919) reconstruyendo la escena de Borobudur durante su apogeo.

Desde 500 a. C, la cultura de India ha ejercido influencia en los países del sudeste asiático. Las rutas del comercio terrestre y marítimo vincularon a la India con la región y las creencias hindúes y budistas influyeron allí durante el período de la indianización del sudeste asiático. Por más de mil años, la influencia india fue, por lo tanto, el principal factor que trajo un cierto nivel de unidad cultural a los diversos países de la región. El sánscrito, el pāli y las escrituras hindúes, junto con el budismo Theravada, Mahāyāna, y el hinduismo, se transmitieron desde el contacto directo y mediante literatura india, como el Rāmāyaṇa y el Majābhārata.
Desde el siglo V hasta el siglo XIII, el sudeste asiático vio una serie de estados poderosos que fueron extremadamente activos en la promoción del budismo y el arte budista junto con el hinduismo. La influencia budista principal ahora vino directamente por mar desde el subcontinente indio, por lo que estos imperios esencialmente siguieron la fe Mahāyāna. Los ejemplos incluyen reinos continentales como Reino de Funán, el Imperio jemer y el reino tailandés de Sukhothai, así como reinos de las islas como el Reino Kalingga, el Imperio Srivijaya, el Reino de la Sonda y Mayapajit.
Los monjes budistas viajaron a China desde el Reino de Funán en el siglo V d. C., trayendo textos Mahayana. El budismo Mahayana y el hinduismo eran las principales religiones del Imperio jemer ( 802-1431), un estado que dominó la mayor parte de la península indochina durante su época. Bajo los jemeres, numerosos templos, tanto hindúes como budistas, se construyeron en Camboya y en la vecina Tailandia. Uno de los gran reyes jemer, Jayavarman VII (1181-1219), construyó grandes estructuras budistas Mahāyāna en Bayon y Angkor Thom.
En la isla indonesia de Java, reinos indianizados como el reino de Kalingga (siglos VI-VII) fueron destinos de monjes chinos que buscaban textos budistas. El reino malayo Srivijaya (650-1377), un imperio marítimo centrado en la isla de Sumatra, adoptó el budismo Mahāyāna y Vajrayāna y extendió el budismo a Java, Malaca y otras regiones que conquistaron. El budista chino Yijing describió su capital en Palembang como un gran centro de aprendizaje budista donde el emperador apoyaba a más de mil monjes en su corte. Yijing también testificó sobre la importancia del budismo ya en el año 671 y aconsejó a los futuros peregrinos chinos que pasen un año o dos en Palembang. Atisha estudió allí antes de viajar al Tíbet como misionero. A medida que Srivijaya se expandió, el budismo prosperó y también se convirtió en parte de un sincretismo local que incorporó varias religiones diferentes, como el hinduismo y otras tradiciones indígenas.
En el centro de la isla de Java, otro reino también promovió la cultura budista Mahayana, el Reino de Medang (732-1006), un importante rival de Srivijaya. Son conocidos por su monumental construcción de templos, especialmente el enorme Borobudur, así como Kalasan, Sewu y Prambanan. El budismo indonesio, junto con el hinduismo, continuó prosperando bajo el imperio mayapajit (1293-1527), pero fue completamente reemplazado por islam después.

### Renacimiento Theravāda

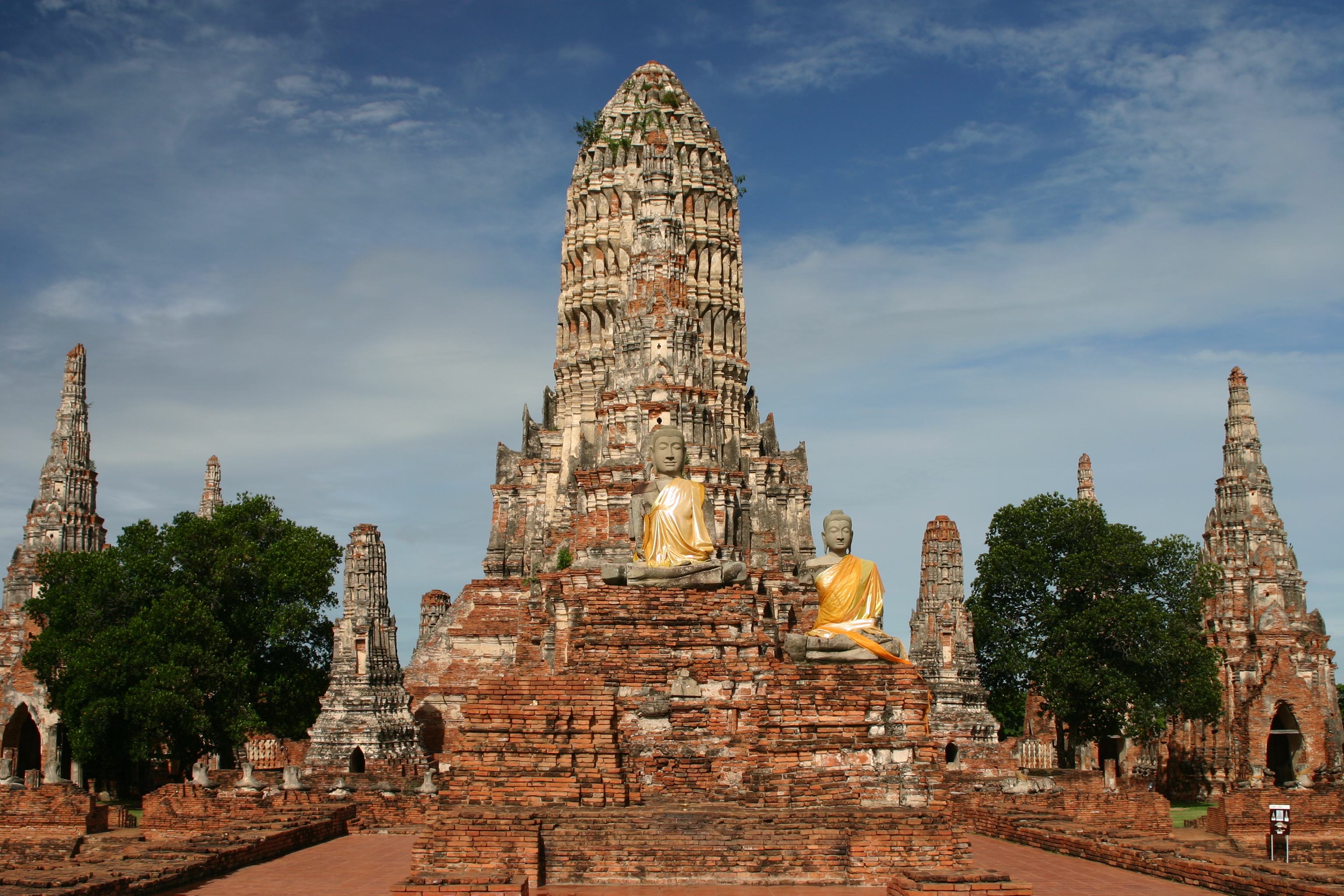
Wat Chaiwatthanaram, uno de los templos más conocidos del Reino de Ayutthaya.

Las tierras de los pueblos Mon y Pyu en Birmania muestran una amplia evidencia de la presencia Theravāda en las cuencas de Irrawaddy y Chao Phraya desde el siglo V d. C. El budismo Theravāda en Birmania inicialmente coexistió con otras formas de budismo y otras religiones. Después del declive del budismo en la parte continental de la India, los monjes budistas Theravāda de Sri Lanka organizaron esfuerzos misioneros en Birmania, Tailandia, Camboya y Laos, y lograron convertir todas estas regiones al budismo Theravāda.
El rey Anawrahta (1044-1078); el fundador del reino de Pagan, adoptó la fe budista Theravāda de Sri Lanka, construyendo numerosos templos budistas en su capital de Pagan. Las invasiones de los birmanos y los mongoles debilitaron a Theravāda en esta región y tuvo que ser reintroducida desde Sri Lanka. Durante el reino Mon de Hanthawaddy (1287-1552), el budismo Theravāda era la religión dominante en Birmania, con fuertes lazos con el budismo de Sri Lanka. Uno de sus reyes, Dhammazedi, es particularmente conocido por su reforma del budismo birmano de la tradición de Mahavihara de Sri Lanka entre 1476 y 1479. Theravāda siguió siendo la religión oficial de la posterior dinastía de Taungoo de Birmania (1510-1752).
Durante el reinado del jemer Jayavarman VII (reinó c.1181-1218), el budismo Theravāda fue promovido por la familia real y los monjes de Sri Lanka, incluido su hijo Tamalinda, que había viajado a Sri Lanka. Durante los siglos XIII y XIV, Theravāda se convirtió en la religión dominante de Camboya, y los monasterios reemplazaron las clases sacerdotales locales. La fe de Theravāda también fue adoptada por el reino tailandés de Sukhothai como la religión del estado durante el reinado de Ramkhamhaeng (1237/1247 - 1298). El budismo Theravada se reforzó aún más durante el período de Ayutthaya (siglos XIV-XVIII), convirtiéndose en una parte integral de la sociedad tailandesa.

## Edad Moderna
La era moderna trajo nuevos desafíos a la religión budista, como la colonización de los países asiáticos budistas por los estados occidentales, que debilitó las estructuras políticas tradicionales que apoyaban la religión, así como la crítica y la competencia del cristianismo. Las guerras modernas, el comunismo, el crecimiento del capitalismo, la ciencia y la inestabilidad política regional también son presiones influyentes sobre el budismo moderno.

### Asia meridional y sudeste asiático

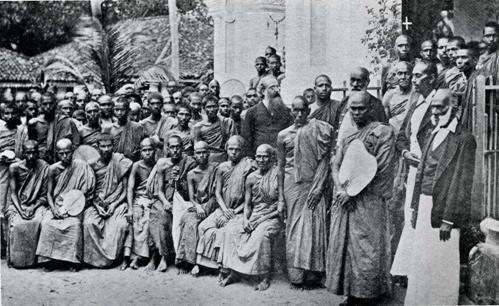
Henry Olcott y Budistas cingaleses (Colombo, 1883).

En Sri Lanka, bajo la dirección de los británicos, los misioneros cristianos administraron todas las escuelas aprobadas por el estado y criticaron fuertemente al budismo. En 1865, los monjes budistas comenzaron un contraataque contra los cristianos, imprimiendo folletos y debatiendo con los cristianos en público. El famoso debate de Panadura en 1873 vio al monje Gunananda derrotar a los cristianos frente a una multitud de 10 000. Durante este período, una nueva forma de budismo comenzó a tomar forma, denominada “modernismo budista”, que tendía a ver al Buda como un simple ser humano y al budismo como una religión racional y científica. Figuras importantes en este nuevo movimiento incluyen al converso estadounidense Henry Olcott (1832-1907) y Anagarika Dharmapala (1864-1933), quienes promovieron las escuelas budistas, las organizaciones laicas y la impresión de periódicos.
Dharmapala también fundó la sociedad Mahā Bodhi para restaurar el dilapidado sitio indio de Bodh Gaya. Dharmapala también viajó al Reino Unido y Estados Unidos para enseñar budismo. Esta sociedad ayudó a marcar el comienzo de un renacimiento del budismo en la India, donde el budismo se hizo popular entre algunos intelectuales indios. Uno de ellos fue el abogado B. R. Ambedkar (1891-1956), líder del movimiento budista dalit, quien instó a los dalit indios de casta baja a convertirse al budismo.
En Birmania, una figura moderna central es el rey Mindon (1853-78), que presidió el 5 ° concilio budista (1868-71) donde se revisaron diferentes ediciones del Canon Pali y se inscribió una versión final en 729 losas de piedra, que actualmente sigue siendo el libro más grande del mundo. También surgió un nuevo movimiento de meditación, el movimiento Vipassana, que comenzó con figuras como Medawi (1728-1816), quien fue instrumental en la promoción de la meditación budista. En 1956, el político birmano U Nu presidió el sexto concilio, que vio a monjes de varios países Theravada producir una nueva edición del Canon Pali. Recientemente, los monjes budistas estuvieron involucrados en movimientos de protesta política como la Revolución Azafrán de 2007.
Tailandia, que fue el único país que evitó la colonización, tuvo dos importantes reyes budistas, que trabajaron para la modernización y la reforma de la sangha budista. Eran el rey Mongkut (r 1851-68), y su hijo el rey Chulalongkorn (r 1868-1910), que fueron responsables de varias reformas modernas clave del budismo tailandés. Dos recientes movimientos modernistas tailandeses son el renacimiento monástico de la tradición tailandesa del bosque y el movimiento Wat Phra Dhammakāya.
Desde 1893, Vietnam, Camboya y Laos fueron todas colonias francesas. Los comunistas llegaron al poder en Laos en 1975. No hubo una represión generalizada de la sangha budista, pero el gobierno comunista ha tratado de controlar la sangha y utilizarla como una herramienta para difundir su ideología. En Camboya, el terror comunista de los Jemeres rojos durante 1975-9 causó mucho daño a la sangha budista.

### Asia Oriental
La apertura de Japón en 1853 por el Almirante Perry y la Restauración Meiji de 1868 trajo una modernización rápida al país. Una nueva forma de sintoísmo estatal surgió como un fuerte competidor del budismo cuando fue adoptado por el gobierno japonés. En 1872, el gobierno japonés decretó que los clérigos budistas podrían casarse. Entre estos cambios empezó el esfuerzo de la modernización budista japonesa con el establecimiento de editoriales y el estudio de la filosofía y la ciencia occidental. En el período posterior a la Segunda Guerra Mundial, surgieron nuevas religiones japonesas, muchas de ellas influenciadas por el budismo.
El budismo chino, mientras tanto, sufrió mucha destrucción durante la rebelión Taiping (1850-64), pero tuvo un modesto resurgimiento durante el período republicano (1912-49). Una figura clave fue Taixu (T'ai-hsü, 1899-1947), quien está asociado con la tendencia modernista del budismo humanista del budismo chino. La Revolución Cultural Comunista (1966-76) llevó al cierre de todos los monasterios budistas y la destrucción de las instituciones budistas. Sin embargo, desde 1977, ha habido un cambio en la política del gobierno comunista, y la actividad budista, tanto monástica como laica, ha sido renovada una vez más.
El budismo coreano sufrió una serie de reveses durante las invasiones japonesas, la ocupación y también durante la guerra de Corea. Sin embargo, el gobierno de Corea del Norte ofrece un apoyo limitado a la sangha, pero controla toda su actividad. En Corea del Sur, el budismo ha visto un renacimiento, con grupos de jóvenes siendo influyentes y templos reconstruidos con ayuda del gobierno. Un ejemplo de una forma moderna reciente de budismo coreano es budismo Won.

### Asia Central

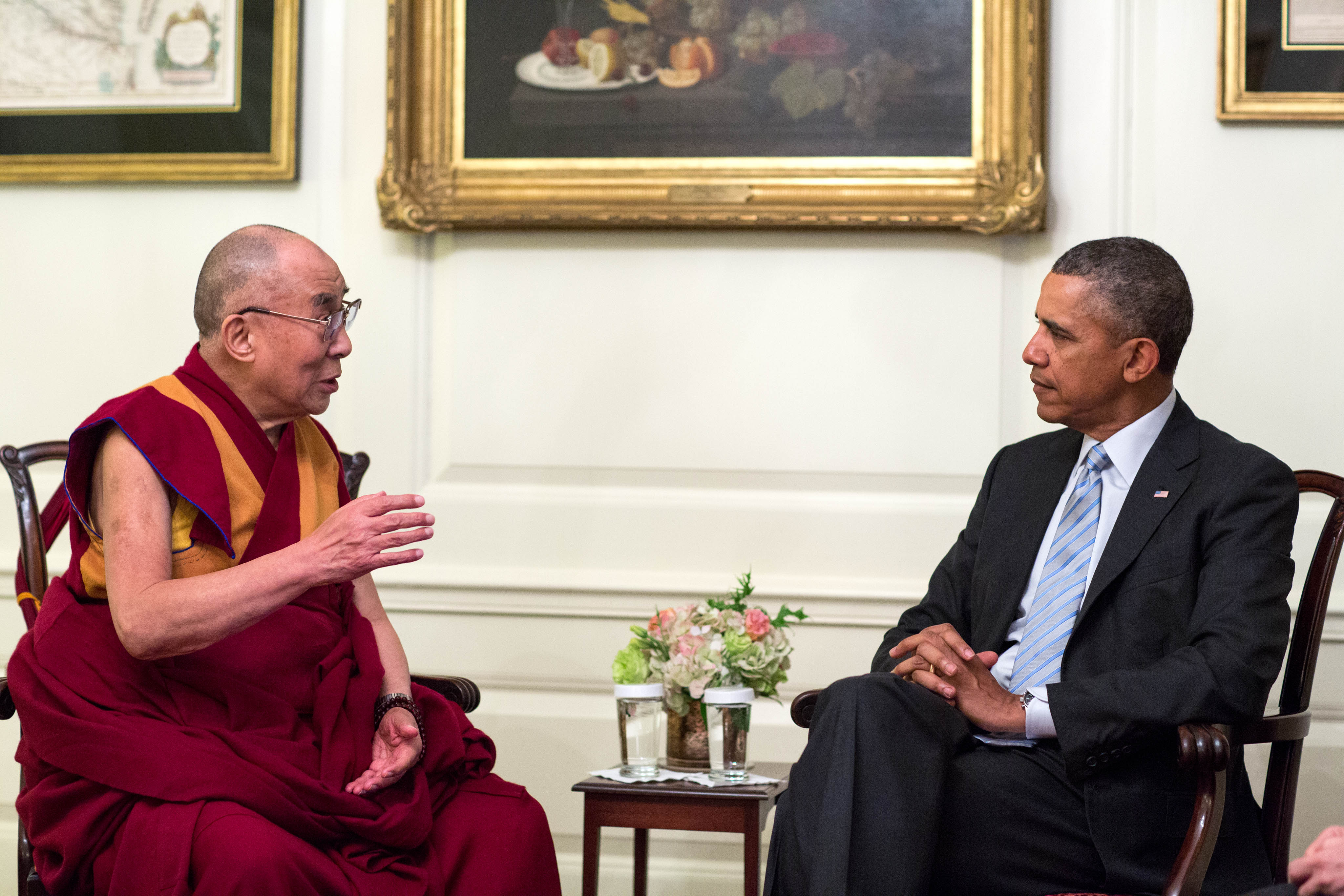
El Dalái lama con el presidente Barack Obama en 2014.

El Tíbet siguió siendo un estado teocrático tradicional (el Ganden Phodrang) con los Dalai Lamas a la cabeza, hasta la invasión comunista china en 1950. El 14.º Dalái lama huyó del país en 1959. Se estableció una comunidad de exiliados tibetanos en la India, con su centro en Dharamsala, que hoy contiene muchos monasterios budistas. El 14 ° Dalái lama se ha convertido en uno de los líderes budistas más populares en el mundo de hoy.
Durante el período de la Guardia Roja (1966-7), los comunistas chinos destruyeron alrededor de 6.000 monasterios en el Tíbet junto con su arte y sus libros, un intento de aniquilar la cultura budista tibetana. Después de 1980, la represión china del budismo tibetano ha disminuido y el la situación ha mejorado con la reimpresión del canon tibetano y algunas restauraciones artísticas. En los países vecinos de Bután y Nepal, el budismo Vajrayana continúa floreciendo como una religión importante.
En Mongolia, que también tiene al budismo tibetano como su principal religión, el dominio soviético (entre 1924 y 1990) vio mucha represión del budismo. Sin embargo, el budismo está experimentando un renacimiento en la Mongolia contemporánea, con más monjes y monjas ordenados, y 284 monasterios desde 2009. Las actitudes liberales más recientes hacia la religión también han beneficiado a los budistas de Tuvá y Buriatia, así como a la región china de Mongolia interior.
Otro desarrollo moderno fue la fundación de Kalmukia en el siglo XVII con el budismo tibetano como su principal religión. Durante el curso del siglo XVIII, fueron absorbidos por el Imperio ruso como y siguen siendo un sujeto federal de Rusia.

### Occidente

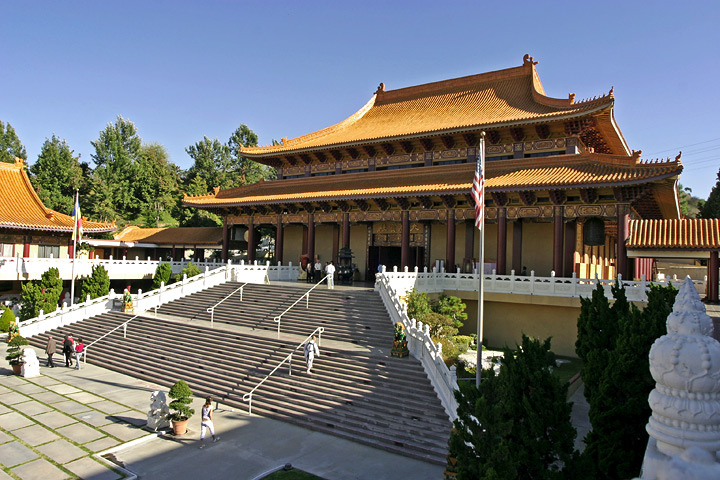
Sala principal de Hsi Lai, un templo budista sinoestadounidense en el condado de Los Ángeles, California. Terminado en 1988, es uno de los templos budistas más grandes del Hemisferio Occidental.

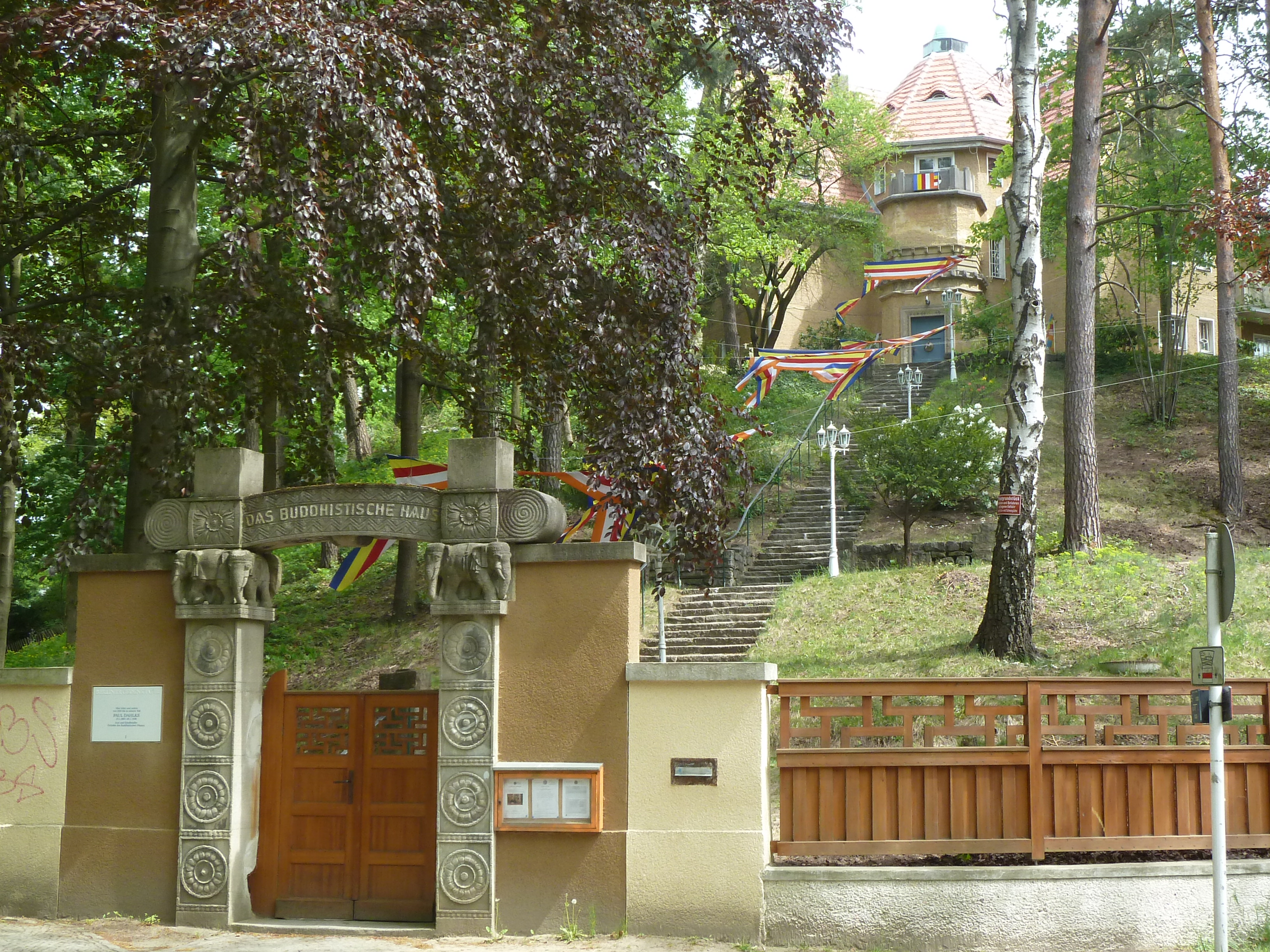
Das Buddhistische Haus, una vihara budista Theravada en Berlín, Alemania. Se considera el centro budista Theravada más antiguo de Europa.

Durante el siglo XIX, los intelectuales occidentales se hicieron más conscientes del budismo a través de varios contactos, como los sirvientes coloniales, administradores y misioneros cristianos. El poema de Edwin Arnold, El libro "la luz de Asia" (1879), una vida de Buda, fue una exitosa publicación temprana sobre el budismo que despertó mucho interés entre las clases medias de habla inglesa. El trabajo de indólogos como Hermann Oldenberg (1854-1920), T. W. Rhys Davids (1843-1922) y Max Müller también influyó en la introducción del budismo en el público occidental.
A finales del siglo XIX también se vieron los primeros conversos occidentales al budismo, incluidos los principales teósofos Henry Olcott y Helena Blavatsky. La Sociedad Teosófica fue muy influyente en la popularización de las religiones indias en el oeste. El siglo XIX también vio a los primeros monásticos occidentales como U Dhammaloka, Ananda Metteyya y el alemán Nyānatiloka Thera (1878-1956).
Otro elemento importante que condujo al crecimiento del budismo en el oeste fue la inmigración a gran escala de chinos y japoneses a los Estados Unidos y Canadá a fines del siglo XIX. Refugiados de Vietnam, Laos y Camboya también emigraron al oeste, comenzando en 1975. Los budistas asiáticos como DT Suzuki, Hsüan Hua, Hakuun Yasutani y Thich Nhất Hạnh fueron influyentes en la enseñanza del budismo zen en Occidente en el siglo XX. Shunryu Suzuki abrió el Centro Zen de San Francisco (1961) y el Monasterio Tassajara (1967).
La diáspora tibetana también ha sido activa en la promoción del budismo tibetano en Occidente. Las cuatro principales escuelas budistas tibetanas todas tienen presencia y han atraído conversos. Entre sus exponentes destacados han sido Lama Thubten Zopa, Tarthang Tulku y Chögyam Trungpa. El número de sus adherentes se estima entre diez y veinte millones.
La tradición Theravada ha establecido varios templos en Occidente, especialmente entre comunidades de inmigrantes en los Estados Unidos. La meditación Theravada vipassana también se estableció en el Occidente. La Tradición tailandesa del bosque también ha establecido comunidades en los Estados Unidos y en el Reino Unido. En el Reino Unido, la Comunidad Budista Triratna surgió como un nuevo movimiento budista moderno.
En la Europa continental, el interés en el budismo también aumentó a fines del siglo XX, con un aumento exponencial de los grupos budistas en países como Alemania. En Francia y España, el budismo tibetano tiene la mayor cantidad de seguidores. Las tradiciones tibetanas, de Asia oriental y Theravada ahora también están presentes y activas en Australia y Nueva Zelanda. El budismo tibetano y zen también han establecido una pequeña presencia en Argentina, Brasil, Chile, Colombia y Venezuela.
La expansión del budismo hacia el oeste en el siglo XX ha convertido a la religión en un fenómeno mundial.